# Título de transporte

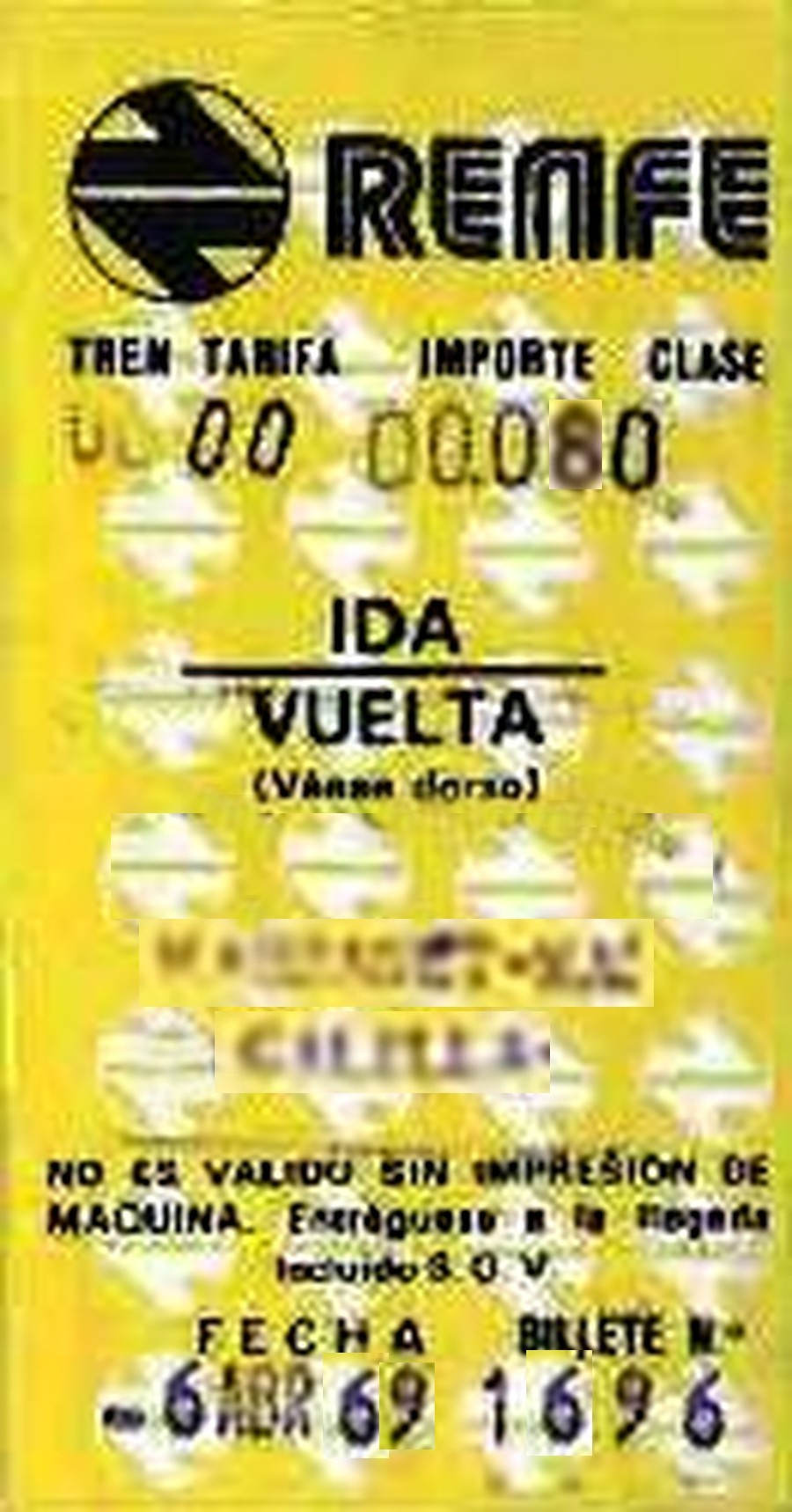
Título de transporte de Renfe tipo Hugin (1969)

Un título de transporte es un documento que autoriza a viajar en un trayecto de un transporte público como autobuses, tranvías y algunos ferrocarriles. Para demostrar que se ha realizado el pago la ley exige que las empresas de transporte público entreguen al pasajero un recibo o título de transporte, conocido como billete (en España) o boleto (en Hispanoamérica). Cada título tiene un precio que varía según el tipo de transporte y la longitud del trayecto. El título de transporte lleva aparejada la cobertura por un Seguro Obligatorio de Viajeros (SOV) que cubre en caso de accidente del medio de transporte utilizado. En caso de accidente, el título de transporte será reclamado por la compañía de seguros para justificar que se ha abonado el importe del trayecto correctamente.

## Validez del título
Un aspecto muy importante que a menudo se pasa por alto es el hecho de que no basta con comprar título de transporte para poder disfrutar del servicio de transporte solicitado.
Después de haber comprado el título, normalmente, para que sea válido se debe pasar por una máquina especial (conocida como validadora), que en los autobuses se encuentra dentro del vehículo, y que en el caso de Metro o del tren suele estar en las paradas o estaciones. El billete es válido a partir del momento en que se acabó de validar y durante el período de validez especificado en el propio título.
Por otro lado, un título de transporte, aparte de ser para un recorrido determinado, no permite disfrutar por lo general de un servicio ilimitado. De hecho, el título tiene un límite variable de tiempo, entre el mínimo de 60 minutos reglamentarios en la mayoría de los casos a un máximo ilimitado determinado por la empresa emisora del título. En ocasiones puede tener parámetros prefijados que impiden que sea utilizado dos veces seguidas en el mismo sentido del recorrido.
Todos estos puntos pueden ser verificados en el momento del control por parte del revisor. En los autobuses suele ser el conductor el encargado del control de los títulos.

## Banda magnética
Una serie de innovaciones diseñadas para sustituir el billete de papel, especialmente para los billetes de autobús, tranvía y metro. Los operadores de transporte, para facilitar el control por parte de una máquina, decidieron cambiar los billetes de papel por una tarjeta magnética incorporando a la banda parámetros como la fecha de caducidad, el trayecto y la hora de inicio del viaje, permitiendo que la validadora, aparte de leer y grabar los datos, active la apertura de las puertas y torniquetes de acceso.

## Tarjeta sin contacto
Actualmente instalaciones más modernas están reemplazando el billete de papel o incluso la tarjeta magnética con una tarjeta sin contacto, que se comunica vía radio con la validadora a la entrada y a la salida, y que permite verificar y validar el título de transporte en pocos milisegundos.

## Nota
- Datos: Q182587
- Multimedia: Transport tickets / Q182587